# Zuidelijke graafadder
De zuidelijke graafadder (Atractaspis bibronii) is een slang uit de familie Atractaspididae.

## Naam en indeling
De wetenschappelijke naam van de soort werd voor het eerst voorgesteld door Andrew Smith in 1849. De soortaanduiding wordt abusievelijk weleens als bibroni gespeld.
De soortaanduiding bibronii is een eerbetoon aan de Franse herpetoloog Gabriel Bibron (1805 – 1848).

### Ondersoorten
De soort wordt verdeeld in de volgende ondersoorten, met de auteur en het verspreidingsgebied.
| Naam                          | Auteur        | Verspreidingsgebied |
| ----------------------------- | ------------- | --- |
| Atractaspis bibronii bibronii | Smith, 1849   | Zuid-Afrika, Swaziland, Namibië, Angola, Kenia, Botswana, Somalië, Zimbabwe, Mozambique, Zambia, Malawi, Tanzania, Zanzibar en Congo-Kinshasa |
| Atractaspis bibronii rostrata | Günther, 1868 | ? |

## Uiterlijke kenmerken
Deze gravende slang heeft een rolrond, zwart lichaam met gladde, glanzende schubben. Aan het staarteinde bevindt zich een korte, scherpe doorn, die het dier gebruikt voor zijn voortbeweging. Zijn giftanden zijn zeer lang, vooral ten opzichte van de kleine kop, en kunnen onafhankelijk van elkaar opgericht en neergeklapt worden. De totale lichaamslengte bedraagt 50 tot 75 centimeter.

## Levenswijze
Het voedsel van deze nachtactieve slang bestaat uit andere slangen, hagedissen, kleine zoogdieren en kikkers. De vrouwtjes zetten eieren af, het legsel bestaat uit drie tot zeven eieren, die onder de grond worden afgezet.

## Verspreiding en habitat
Deze soort komt voor in delen van oostelijk en zuidelijk Afrika en leeft in de landen Zuid-Afrika, Swaziland, Namibië, Angola, Kenia, Botswana, Somalië, Zimbabwe, Mozambique, Zambia, Malawi, Tanzania, Zanzibar en Congo-Kinshasa. De habitat bestaat uit savannen, bossen, scrublands en grasland.